# Nanopartikel
En nanopartikel är en partikel (ett litet objekt som uppför sig som en hel enhet när det gäller förflyttning och egenskaper) vars diameter är i storleksordningen nanometer.
Utifrån storleken i diameter kan partiklar rangordnas enligt:
- Nanopartiklar, 0,1-50 nm (nanometer), motsvarar bland annat större gasmolekyler, mindre virus eller metallstoft
- ultrafina partiklar, 50-100 nm, omfattar bland annat oljedimma, större virus, större metallstoft, tobaksrök
- submikrona partiklar 100-1000 nm, omfattar bland annat bakterier, tobaksrök
- grova partiklar, större än 1000 nm, omfattar till exempel hushållsdamm, pollen och synlig smuts

Utifrån andra definitioner är ultrafina partiklar och nanopartiklar samma sak. "På samma sätt som ultrafina partiklar, så har nanopartiklar storlekarna mellan 1 och 100 nanometer, även om storleksbegränsningen kan vara begränsad till två dimensioner. Nanopartiklar kan ibland uppvisa helt andra egenskaper än de från motsvarande större partiklar eller vanligt material."
Partiklar i nanostorlek har helt andra egenskaper än ursprungsmolekylen. Silver i hudkrämer och sportkläder kan tränga in via huden till blodbanan och ta med sig toxiska molekyler. [källa behövs]